# Lliga de les Nacions de la UEFA
La Lliga de les Nacions de la UEFA és un campionat masculí de futbol que juguen cada dos anys les seleccions de la UEFA des de la temporada 2018-19. El torneig es juga durant les dates internacionals de la FIFA, substituint els partits amistosos.
La competició, en què hi participen les 55 seleccions afiliades a la UEFA, està conformada per quatre lligues (A, B, C i D) dividides per quatre grups cada una.
Els guanyadors dels quatre grups de la primera divisió avancen a la fase final. De la mateixa manera, els primers de cada grup de la segona, tercera i quarta divisió pugen de lliga, i els últims de la primera, segona i tercera divisió baixen.

## Participants
Hi participen els 55 països membres de la UEFA:
| Equips participants  | Equips participants | Equips participants | Equips participants |
| -------------------- | ------------------- | ------------------- | ------------------- |
| Albània              | Eslovàquia          | Islàndia            | Noruega             |
| Alemanya             | Eslovènia           | Illes Fèroe         | Països Baixos       |
| Andorra              | Espanya             | Israel              | Polònia             |
| Armènia              | Estònia             | Itàlia              | Portugal            |
| Àustria              | Finlàndia           | Kazakhstan          | Txèquia             |
| Azerbaidjan          | França              | Kosovo              | Romania             |
| Bèlgica              | Gal·les             | Letònia             | Rússia              |
| Belarús              | Geòrgia             | Liechtenstein       | San Marino          |
| Bòsnia i Hercegovina | Gibraltar           | Lituània            | Sèrbia              |
| Bulgària             | Grècia              | Luxemburg           | Suècia              |
| Xipre                | Hongria             | Macedònia del Nord  | Suïssa              |
| Croàcia              | Anglaterra          | Malta               | Turquia             |
| Dinamarca            | Irlanda             | Moldàvia            | Ucraïna             |
| Escòcia              | Irlanda del Nord    | Montenegro          |                     |

## Format
La competició, que té ascensos i descensos, té a una selecció guanyadora cada any senar i substitueix a la majoria dels amistosos internacionals, fent que la UEFA aconsegueixi el seu objectiu de millorar la qualitat i prestigi de les seleccions nacionals.
Les 55 seleccions participants de Lliga de les Nacions de la UEFA estan dividides en quatre divisions en funció de la seva classificació en l'anterior edició.

### Primera fase
Durant la primera fase, cada divisió està dividida en quatre grups. Les Lligues A, B i C estan formades per quatre grups de tres seleccions. La Lliga D està composta per un grup de quatre seleccions i un altre de tres.
En cada divisió, les quatre seleccions guanyadores de grup pugen de divisió per a la propera edició. De la mateixa manera, les quatre últimes seleccions baixaran de divisió per a la propera edició.

### Segona fase
Els primers classificats dels quatre grups de la lliga A, juguen uns play-offs, amb format de final four per tal determinar el guanyador del títol.

### Regles de classificació
Els equips es classificaran segons els punts obtinguts a la fase de grups (3 punts per guanyar, 1 punt per empatar i 0 punts per perdre), si algun equip està empatat amb un altre a punts, s'aplicaran uns criteris de desempat, en el següent ordre per a determinar qui quedarà per damunt:
1. Punts obtinguts en els enfrontaments directes entre els dos equips.
2. Diferència de gols en els enfrontaments directes entre els dos equips.
3. Gols marcats en els enfrontaments directes entre els dos equips.
4. Gols com a visitant marcats en els enfrontaments directes entre els dos equips.
5. Si més de dos equips estan empatats i després d'aplicar aquests criteris d'enfrontaments directes, un subconjunt d'equips encara segueixen empatats, es tornaran a fer servir aquests criteris exclusivament a aquest subconjunt d'equips.
6. Diferència de gols en tots els partits del grup.
7. Gols marcats en tots els partits del grup.
8. Gols com a visitant marcats en tots els partits del grup.
9. Victòries en tots els partits del grup.
10. Victòries com a visitant en tots els partits del grup.
11. Punts de disciplina (targeta vermella: 3 punts, targeta groga: 1 punt, expulsió per doble groga en un partit: 3 punts).
12. Coeficient de la UEFA pels equips nacionals.

Per tal de determinar el pitjor tercer classificat a la Lliga C, els resultats contra els equips classificats en última posició són descartats. Aleshores, es segueix el següent criteri:
1. Major nombre de punts.
2. Major diferència de gols.
3. Major nombre de gols aconseguits.
4. Major nombre de gols com a visitant marcats.
5. Major nombre de victòries.
6. Major nombre de victòries com a visitant.
7. Punts de disciplina (targeta vermella: 3 punts, targeta groga: 1 punt, expulsió per doble groga en un partit: 3 punts).
8. Coeficient de la UEFA pels equips nacionals.

## Resultats
Cada temporada de la Lliga de les Nacions de la UEFA es disputa de setembre a novembre dels anys parells (fase de grups) i el juny de l'any següent (fase final).
| Temporada | Seu           |          | Final    | Final            | Final       |                  | Partit pel tercer lloc | Partit pel tercer lloc | Partit pel tercer lloc |
| Temporada | Seu           | Campió   | Marcador | Finalista        | Tercer lloc | Marcador         | Quart lloc             |                        |                        |
| --------- | ------------- | -------- | -------- | ---------------- | ----------- | ---------------- | ---------------------- | ---------------------- | ---------------------- |
| 2018–19   | Portugal      | Portugal | 1 - 0    | Països Baixos    | Anglaterra  | 0 - 0 (6 - 5 p.) | Suïssa                 |                        |                        |
| 2020–21   | Itàlia        | França   | 2 - 1    | Espanya          | Itàlia      | 2 - 1            | Bèlgica                |                        |                        |
| 2022–23   | Països Baixos |          | Espanya  | 0 - 0 (5 - 4 p.) | Croàcia     |                  | Itàlia                 | 3 - 2                  | Països Baixos          |
| 2024–25   | Alemanya      |          | Portugal | 2 - 2 (5 - 3 p.) | Espanya     |                  | França                 | 2 - 0                  | Alemanya               |

### Evolució de les seleccions
| Equip                | 18-19         | 18-19         | 20-21         | 20-21         | 22-23         | 22-23         | 24-25         | 24-25         |
| Equip                | A · B · C · D | A · B · C · D | A · B · C · D | A · B · C · D | A · B · C · D | A · B · C · D | A · B · C · D | A · B · C · D |
| -------------------- | ------------- | ------------- | ------------- | ------------- | ------------- | ------------- | ------------- | ------------- |
| Albània              | C             | 34º           | C             | 35º           | B             | 27º           | B             |               |
| Alemanya             | A             | 11è           | A             | 8º            | A             | 10º           | A             |               |
| Andorra              | D             | 53r.          | D             | 55º           | D             | 53r.          | D             |               |
| Anglaterra           | A             | 3r.           | A             | 9º            | A             | 15º           | B             |               |
| Armènia              | D             | 45°           | C             | 36º           | B             | 31r.          | C             |               |
| Àustria              | B             | 18º           | B             | 18º           | A             | 13r.          | B             |               |
| Azerbaidjan          | D             | 46º           | C             | 43r.          | C             | 38º           | C             |               |
| Bèlgica              | A             | 5º            | A             | 4º            | A             | 7º            | A             |               |
| Belarús              | D             | 43r.          | C             | 38º           | C             |               | C o D         | C o D         |
| Bòsnia i Hercegovina | B             | 13r.          | A             | 15º           | B             | 18º           | A             |               |
| Bulgària             | C             | 29º           | B             | 31r.          | C             | 40º           | C             |               |
| Croàcia              | A             | 9º            | A             | 12n.          | A             |               | A             |               |
| Dinamarca            | B             | 15º           | A             | 7º            | A             | 5º            | A             |               |
| Escòcia              | C             | 25º           | B             | 23r.          | B             | 20º           | A             |               |
| Eslovàquia           | B             | 21r.          | B             | 30º           | C             | 43r.          | C             |               |
| Eslovènia            | C             | 38º           | C             | 33r.          | B             | 25º           | B             |               |
| Espanya              | A             | 7º            | A             | 2n.           | A             |               | A             |               |
| Estònia              | C             | 37º           | C             | 47º           | D             | 49º           | C             |               |
| Finlàndia            | C             | 28º           | B             | 21r.          | B             | 21r.          | B             |               |
| França               | A             | 6º            | A             | 1r.           | A             | 12n.          | A             |               |
| Gal·les              | B             | 19º           | B             | 17º           | A             | 16º           | B             |               |
| Geòrgia              | D             | 40º           | C             | 42n.          | C             | 33r.          | B             |               |
| Gibraltar            | D             | 49º           | D             | 49º           | C             |               | C o D         | C o D         |
| Grècia               | C             | 33r.          | C             | 37º           | C             | 34º           | B             |               |
| Hongria              | C             | 31r.          | B             | 20º           | A             | 8º            | A             |               |
| Illes Fèroe          | D             | 50º           | D             | 50º           | C             | 41r.          | C             |               |
| Irlanda              | B             | 23r.          | B             | 28º           | B             | 26º           | B             |               |
| Irlanda del Nord     | B             | 24º           | B             | 32n.          | C             | 44º           | C             |               |
| Islàndia             | A             | 12n.          | A             | 16º           | B             | 23r.          | B             |               |
| Israel               | C             | 30º           | B             | 25º           | B             | 17º           | A             |               |
| Itàlia               | A             | 8º            | A             | 3r.           | A             | 3r.           | A             |               |
| Kazakhstan           | D             | 47º           | C             | 45°           | C             | 36º           | B             |               |
| Kosovo               | D             | 42n.          | C             | 44º           | C             | 39º           | C             |               |
| Letònia              | D             | 51r.          | D             | 53r.          | D             | 50º           | C             |               |
| Liechtenstein        | D             | 52n.          | D             | 51r.          | D             | 55º           | D             |               |
| Lituània             | C             | 39º           | C             | 41r.          | C             |               | C o D         | C o D         |
| Luxemburg            | D             | 44º           | C             | 39º           | C             | 37º           | C             |               |
| Macedònia del Nord   | D             | 41r.          | C             | 40º           | C             | 42n.          | C             |               |
| Malta                | D             | 54º           | D             | 52n.          | D             | 52n.          | D             |               |
| Moldàvia             | D             | 48º           | C             | 48º           | D             | 51r.          | D             |               |
| Montenegro           | C             | 35º           | C             | 34º           | B             | 28º           | B             |               |
| Noruega              | C             | 26º           | B             | 22n.          | B             | 24º           | B             |               |
| Països Baixos        | A             | 2n.           | A             | 6º            | A             | 4º            | A             |               |
| Polònia              | A             | 10º           | A             | 10º           | A             | 11è           | A             |               |
| Portugal             | A             | 1r.           | A             | 5º            | A             | 6º            | A             |               |
| Txèquia              | B             | 20º           | B             | 19º           | A             | 14º           | B             |               |
| Romania              | C             | 32n.          | B             | 26º           | B             | 29º           | C             |               |
| Rússia               | B             | 17º           | B             | 24º           | B             | 32n.          | C             |               |
| San Marino           | D             | 55º           | D             | 54º           | D             | 54º           | D             |               |
| Sèrbia               | C             | 27º           | B             | 27º           | B             | 19º           | A             |               |
| Suècia               | B             | 16º           | A             | 14º           | B             | 30º           | C             |               |
| Suïssa               | A             | 4º            | A             | 11è           | A             | 9º            | A             |               |
| Turquia              | B             | 22n.          | B             | 29º           | C             | 35º           | B             |               |
| Ucraïna              | B             | 14º           | A             | 13r.          | B             | 22n.          | B             |               |
| Xipre                | C             | 36º           | C             | 46º           | C             |               | C o D         | C o D         |

## Palmarès
| Selecció      | Títols           | Subcampió        | 3r lloc        | 4t lloc  |
| ------------- | ---------------- | ---------------- | -------------- | -------- |
| Portugal      | 2 (2019), (2025) |                  |                |          |
| Espanya       | 1 (2023)         | 2 (2021), (2025) |                |          |
| França        | 1 (2021)         |                  | 1 (2025)       |          |
| Països Baixos |                  | 1 (2019)         |                | 1 (2023) |
| Croàcia       |                  | 1 (2023)         |                |          |
| Itàlia        |                  |                  | 2 (2021, 2023) |          |
| Anglaterra    |                  |                  | 1 (2019)       |          |
| Suïssa        |                  |                  |                | 1 (2019) |
| Bèlgica       |                  |                  |                | 1 (2021) |
| Alemanya      |                  |                  |                | 1 (2025) |